# Terusan (Kampar Kiri Hulu)
Terusan is een bestuurslaag in het regentschap Kampar van de provincie Riau, Indonesië. Terusan telt 384 inwoners (volkstelling 2010).